# Дуглас-Хьюм, Чарльз, 13-й граф Хьюм
Чарльз Коспатрик Арчибальд Дуглас-Хьюм, 13-й граф Хьюм (англ. Charles Cospatrick Archibald Douglas-Home, 13th Earl of Home; 29 декабря 1873 — 11 июля 1951) — британский пэр и банкир. Он носил титул учтивости — лорд Дангласс с 1881 по 1918 год. Отец британского премьер-министра сэра Алека Дугласа-Хьюма.

## Происхождение и образование
Родился 29 декабря 1873 года. Единственный сын Чарльза Дугласа-Хьюма, 12-го графа Хьюма (1834—1918), и Мэри Грей (1849—1919), дочери капитана Чарльза Конрада Грея и Каролины Несбит Макан. Он получил образование в Итонском колледже и в колледже Крайст-черч в Оксфорде.

## Карьера
Лорд Дангласс служил офицером в 3-м и 4-м батальонах Кэмеронцев и полковником в Ланаркширском йоменском полк, он был награжден Территориальным знаком отличия . Он воевал в Первой мировой войне, где принимал участие в Галлиполийской кампании и упоминался в донесениях.
30 апреля 1918 года после смерти своего отца Чарльз Дуглас-Хьюм унаследовал титулы 13-го графа Хьюма (Пэрство Шотландии), 13-го лорда Дангласса (Пэрство Шотландии), 1-го лорда Хьюма (Пэрство Шотландии) и 3-го барона Дугласа из Дугласа (Пэрство Соединённого королевства), став членом Палаты лордов Великобритании.
Он был губернатором Британского льняного банка с 1930 по 1947 год. Он занимал должность мирового судьи Глазго и Берикшира и был капитаном Королевской роты лучников. Он был посвящен в рыцари Ордена Чертополоха в 1930 году. Он занимал должность лорда-лейтенанта Берикшира в 1930—1951 годах. Он был удостоен почетной степени доктора права Университетом Глазго.
Лорд Хьюм скончался в своем доме в Хирселе 11 июля 1951 года в возрасте 77 лет.

## Поместья
В 1918 году он унаследовал обширную собственность и поместья от своего отца, включая замок Дуглас, замок Ботвелл, Хирсел и земли (которые в 1878 году составляли около 107 000 акров), главным образом в Ланаркшире, Роксбургшире и Берикшире. В 1919 году он был вынужден продать множество исторических картин и художественных ценностей из семейной коллекции, чтобы уплатить налог на наследство. Многие из портретов были из знаменитой коллекции графа Кларендона , унаследованной через леди Кэтрин Хайд, дочь 4-го графа Кларендона, и жену 3-го герцога Куинсберри, а английское и иностранное серебро считалось одной из самых важных коллекций, поступивших на рынок за несколько лет.

## Брак и дети
14 июля 1902 года в церкви Св. Маргариты в Вестминстере Чарльз Дуглас-Хьюм женился на леди Лилиан Лэмбтон (8 декабря 1881 — 26 сентября 1966), дочери Фредерика Лэмбтона, 4-го графа Дарема , и Беатрикс Балтил (1859—1937). У супругов родилось семеро детей:
- Александр Фредерик Дуглас-Хьюм, 14-й граф Хьюм, позднее барон Хьюм из Хирселя (2 июля 1903 — 9 октября 1995), премьер-министр Великобритании (1963—1964).
- Леди Бриджит Дуглас-Хьюм (4 мая 1905—1980)
- Достопочтенный Генри Монтегю Дуглас-Хьюм (21 ноября 1907 — 19 июля 1980), был женат трижды. Первый раз он женился на леди Маргарет Спенсер, дочери 6-го графа Спенсера; вторым браком на Вере Йохансон; а третьим браком женился на Фелисити Йонссон
- Леди Рейчел Дуглас-Хьюм (10 апреля 1910 — 4 апреля 1996), в 1937 году она вышла замуж за лорда Уильяма Уолтера Монтегю-Дуглас-Скотта.
- Достопочтенный Уильям Дуглас-Хьюм[англ.] (3 июня 1912 — 28 сентября 1992), в 1951 году он женился на Рэйчел Дуглас-Хьюм, 27-й баронессе Дакр.
- Достопочтенный Эдвард Чарльз Дуглас-Хьюм (1 марта 1920 — 17 февраля 2006), в 1946 году он женился на Нэнси Стрейкер-Смит.
- Достопочтенный Джордж Коспатрик Дуглас-Хьюм (2 сентября 1922 — 14 июня 1943), погиб при исполнении служебных обязанностей в качестве летчика-офицера Королевских ВВС, не женат.